# 马三宝 (新兴郡公)
马三宝（？—629年），籍贯不详，唐朝初年名将。
马三宝生性聪明狡猾，擅长训练鹰犬，原本是服侍柴绍的家童，李渊起兵后，柴绍从偏僻的小路前往太原，马三宝侍候平阳公主藏到司竹园，当时西域胡商何潘仁进入司竹园反叛，有士兵数万人，平阳公主派马三宝前去对何潘仁说明利害，何潘仁同意与平阳公主联合，去拜见平阳公主，派遣士兵百人为公主的卫士。平阳公主又派马三宝去劝说李仲文、向善志、丘师利等人的起义军，他们都带领部下跟从平阳公主。马三宝自称总管，安抚接纳了其他起义军后，兵力达到数万人，隋朝的京师留守多次派军进攻平阳公主，马三宝和何潘仁屡屡挫败了敌军。李渊渡河后，授予马三宝左光禄大夫。李世民到达竹林宫后，马三宝带领数万士兵前去军门拜见，于是跟从李世民平定了京师，拜官为太子监门率。马三宝又另外在北山击败反叛的胡族刘拔真，跟从平定了薛仁杲，又随柴绍在岷州进攻吐谷浑，马三宝率先冲入敌人的阵地，斩杀了吐谷浑声名显赫的王，前后俘虏了男女数千人，累次以功劳封为新兴县男。后来马三宝跟随李渊巡游司竹园，李渊回头对马三宝说：“这是你建立英雄功业的起兵之处，卫青也不过如此！”李世民将要继承皇位的时候，有个叫法雅的和尚谋逆，马三宝知道之后上奏，法雅因此被诛杀，马三宝被任命为大将军，赐予布帛五百匹，进爵为新兴郡公。武德九年十月癸酉（626年11月12日），唐太宗确定功臣的封户，马三宝食实封三百户。贞观年间，马三宝累次升任左骁卫大将军，在贞观三年（629年）去世，唐太宗为他停止朝会，谥为忠。